# Матина (кантон)
Матина (исп. Matina) — кантон в провинции Лимон Коста-Рики.

## География
Находится в центральной части провинции. Граничит на западе с провинцией Картаго, на востоке побережье Карибского моря. Административный центр — Матина.

## Округа
Кантон разделён на 3 округа:
1. Матина
2. Батан
3. Карранди